# Златоустівська сільська рада (Криворізький район)
Златоу́стівська сільська́ ра́да — орган місцевого самоврядування у Криворізькому районі Дніпропетровської області. Адміністративний центр — село Златоустівка.

## Загальні відомості
- Населення ради: 1 102 особи (станом на 2001 рік)

## Населені пункти
Златоустівка сільській раді підпорядковані:
- с. Златоустівка
- с. Новогригорівка
- с. Андрусівка
- с. Кам'янське

## Склад ради
Рада складається з 14 депутатів та голови.
- Голова ради: Сухоставська Зоя Борисівна
- Секретар ради: Сухоставська Катерина Іванівна

### Керівний склад попередніх скликань
| Прізвище, ім'я, по батькові | Основні відомості                                                         | Дата обрання | Дата звільнення |
| --------------------------- | ------------------------------------------------------------------------- | ------------ | --------------- |
| Сухоставська Зоя Борисівна  | Сільський голова, 1948 року народження, член Народної партії              | 26.03.2006   | 31.10.2010      |
| Сухоставська Зоя Борисівна  | Сільський голова, 1947 року народження, освіта вища, член Партії регіонів | 31.10.2010   |                 |

Примітка: таблиця складена за даними сайту Верховної Ради України

### Депутати
За результатами місцевих виборів 2010 року депутатами ради стали:

#### За суб'єктами висування
| Суб'єкт висування | Кількість обраних депутатів | %   |
| ----------------- | --------------------------- | --- |
| Партія регіонів   | 14                          | 100 |

#### За округами
| № округу        | Прізвище, ім'я, по батькові   | Дата визнання обраним | Освіта  | Партійна приналежність | Відомості про обраного депутата                           |
| --------------- | ----------------------------- | --------------------- | ------- | ---------------------- | --------------------------------------------------------- |
| Партія регіонів |                               |                       |         |                        |                                                           |
| 1               | Переверзова Наталія Сергіївна | 02.11.2010            | вища    | член Партії регіонів   | КП «Комунальник плюс», головний бухгалтер                 |
| 2               | Бабич Інна Анатолівна         | 02.11.2010            | вища    | член Партії регіонів   | Златоустівська загальноосвітня школа, заступник директора |
| 3               | Олійник Антон Володимирович   | 18.05.2011            | вища    | член Партії регіонів   | тимчасово не працює                                       |
| 4               | Філіповська Лукія Миколаївна  | 02.11.2010            | вища    | член Партії регіонів   | Златоустівська загальноосвітня школа, вчитель             |
| 5               | Коваленко Ганна Миколаївна    | 02.11.2010            | середня | член Партії регіонів   | Златоустівський дошкільний навчальний заклад, кухар       |
| 6               | Бокова Діна Миколаївна        | 02.11.2010            | середня | член Партії регіонів   | Криворізька ЦРЛ, медична сестра                           |
| 7               | Бессонова Світлана Олексіївна | 02.11.2010            | середня | член Партії регіонів   | Златоустівське відділення зв'язку, листоноша              |
| 8               | Тарасов Юрій Григорович       | 02.11.2010            | вища    | член Партії регіонів   | КП «Комунальник плюс», директор                           |
| 9               | Потапчук Михайло Григорович   | 02.11.2010            | середня | член Партії регіонів   | Златоустівська загальноосвітня школа, слюсар              |
| 10              | Касьянов Олег Сергійович      | 02.11.2010            | вища    | член Партії регіонів   | ТОВ «АГ Імпекс», робітник                                 |
| 11              | Касьянов Сергій Іванович      | 02.11.2010            | середня | член Партії регіонів   | Криворізька районна ветлікарня, ветлікар                  |
| 12              | Кульпанов Олег Володимирович  | 02.11.2010            | вища    | член Партії регіонів   | Златоустівська сільська рада, начальник ВОС               |
| 13              | Кононенко Світлана Яківна     | 02.11.2010            | середня | член Партії регіонів   | домогосподарка                                            |
| 14              | Оверченко Світлана Іванівна   | 02.11.2010            | середня | член Партії регіонів   | Криворізький центр соц.допомоги, соціальний працівник     |